# بلا کون
بِلا کون (به مجاری: Kun Béla) (زاده ۲۰ فوریه ۱۸۸۶ با نام بلا کوهن – درگذشته ۲۹ اوت ۱۹۳۸ یا ۳۰ نوامبر ۱۹۳۹) انقلابی و سیاستمدار کمونیست مجار و رهبر جمهوری شورایی مجارستان در سال ۱۹۱۹ بود. او در ۱۹۲۰ به مسکو مهاجرت کرد و در آنجا قربانی پاکسازی‌های ‎۱۹۳۸–۱۹۳۹ استالین شد.

## جوانی
بلا کون بزرگترین فرزند شاموئل کوهن، سردفتر اسناد رسمی روستا و رُزا گلدن‌برگر در ۲۰ فوریه ۱۸۸۶ در روستای لِله در ترانسیلوانی (در نزدیکی سیلادی‌چه، امروز در رومانی) به دنیا آمد که هر دو یهودیان از دین برگشته بودند. مادرش به پرتستانتیسم گرویده و پدرش دائم‌الخمر بود که فرزندانش را دائماً کتک می‌زد. علی‌رغم دیدگاه غیر مذهبی والدین، بلا کون را در دبیرستان‌های متعلق به جامعهٔ کالوینیسم در کُلُژوار و زیلاه (امروز زلئو در رومانی) فرستادند و او پس از آن در دانشگاه کُلُژوار به تحصیل در رشتهٔ حقوق پرداخت. او در ۱۹۰۴ حقوق را رها کرد و به رشتهٔ روزنامه‌نویسی در کُلُژوار و نادْیْ‌واراد رفت. در همین سال‌ها نیز نام خانوادگی خود را به مجاریِ کون تغییر داد.

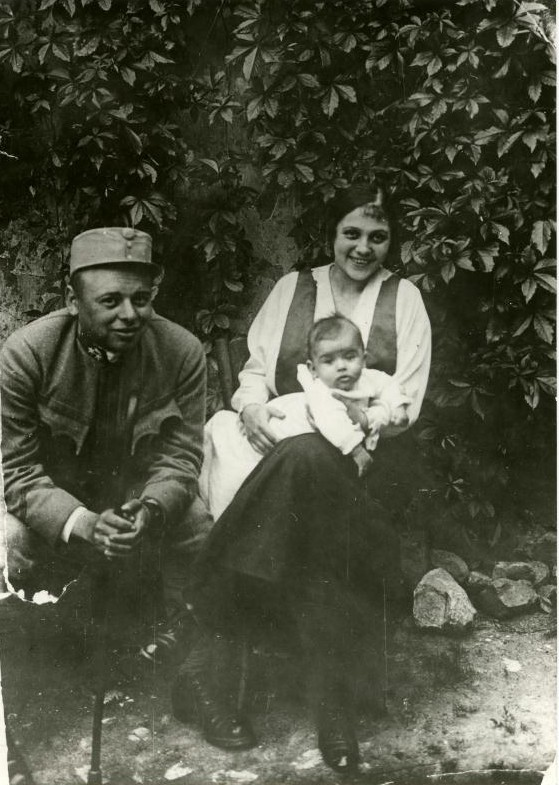
به‌همراه همسرش ایرن گال و دخترشان

بلا کون به‌دلیل مقاله‌هایش چندین بار به دادگاه احضار و حتی در ۱۹۰۷ به شش ماه حبس محکوم شد. بعد از کنار گذاشتن چاپ مقاله، سمت منشی‌گری در صندوق بیمهٔ کار کُلُژوار را بر عهده گرفت که کمی بعد به اختلاس متهم شد. همانگونه نیز یک‌بار گزارش شد که ۱۱۰ کرون خرج سفر گرفته ولی هرگز به مقصد نرفته‌است. پس از این رسوایی فرصتی به او داده شد تا پول را پس آورد.
او در مه ۱۹۱۳ با ایرن گال، معلم موسیقی از طبقه متوسط ازدواج کرد.

## جنبش کارگری
در سال‌های اقامت در مدرسهٔ کُلُژوار، اندره آدی که در سال بالاتر بود را به تعلیم خصوصی بلا کون گماشته بودند و آدی او را به محافل روشن‌فکری چپ بوداپست معرفی کرده‌بود. او در ۱۹۰۲ در زمان دبیرستان وارد حزب سوسیال دمکرات مجارستان شد و در ۱۹۱۳ به نمایندگی کنگرهٔ حزب درآمد.
در آغاز جنگ جهانی اول، بلا کون در ارتش اتریش-مجارستان ثبت‌نام کرد و پانزده ماه در جبهه روسیه جنگید. در اوایل ۱۹۱۶، با پیشروی روس‌ها به گالیسیا، اسیر و به اردوگاهی در تومسک منتقل شد. در پائیز همان سال، برای مقابله با زندگی کسالت‌بار زندان با چند افسر جوان دیگر گروهی را برای مطالعه و گفتگوی مارکسیستی تشکیل دادند. سال بعد کون و همکارانش که بسیاری از آنها رهبران آیندهٔ جنبش تحت حمایت بلشویکِ جمهوری شورایی مجارستان شدند، با فراکسیون بلشویک و منشویک آشنا شده و در ارتباط ماندند. این زمان نقطهٔ شروع فعالیت انقلابیِ روسی بلا کون است.
در سال‌های تومسک بین آوریل ۱۹۱۷ تا نوامبر ۱۹۱۸، کون بیش از بیست مقاله و تفسیر خبر در مجلهٔ کارگران سیبری، درفش انقلابو سپس در پراودا منتشر کرد. در اکتبر ۱۹۱۷ او را با چند تن دیگر از اسیران به ویلایی در تومسک منتقل کردند. بلا کون در دسامبر ۱۹۱۷ به پتروگراد و مسکو رفت که در آنجا با رهبران بلشویک و لنین آشنا شد و شاخهٔ مجاری حزب کمونیست اتحاد شوروی را در مارس ۱۹۱۸ تأسیس کرد. در نوامبر آن سال غیرقانونی به بوداپست رفت و حزب کمونیست مجارستان را با بودجهٔ مسکو تشکیل داد، خود نیز ریاست کمیتهٔ مرکزی را بر عهده گرفت. حزب کمونیست، تبلیغات ضد دولتی شدیدی را از طریق روزنامهٔ سرخ بر ضد سوسیال دموکرات‌ها و میهای کارویی، نخست‌وزیر آغاز کرد. این حزب اقبال زیادی در میان روشنفکرانِ به خصوص بوداپستی و طبقهٔ کارگر پیدا کرد.
بلا کون توسط دولت کارویی در فوریه ۱۹۱۹ زندانی شد ولی به رهبری حزب کمونیست از درون سلول ادامه داد.

## جمهوری شورایی

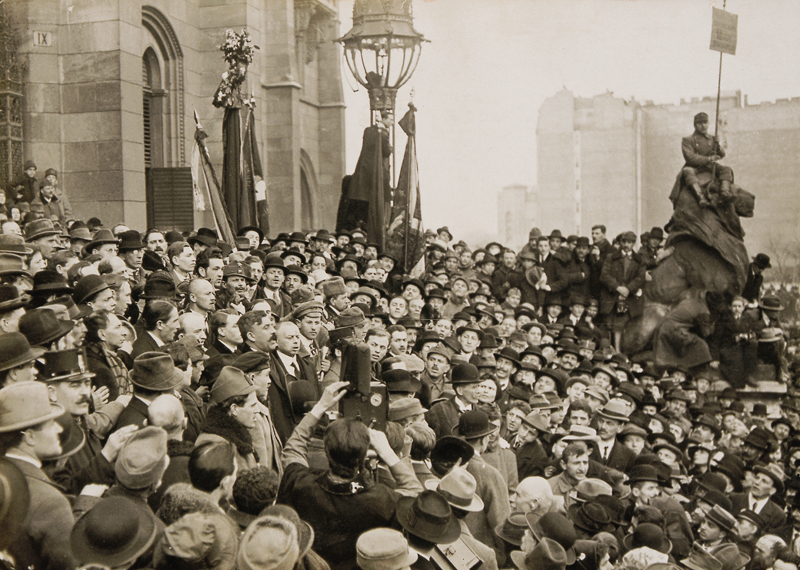
اعلام جمهوری شورایی توسط بلا کون و شاندور گاربائی

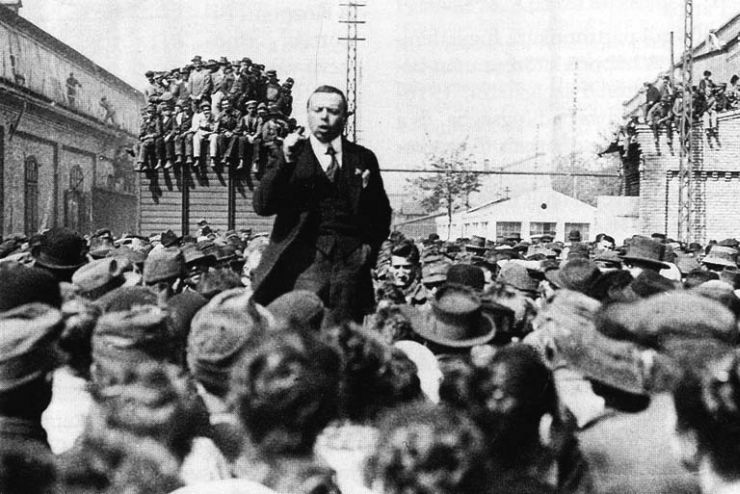
سخنرانی بلا کون، رهبر جمهوری شورایی

پس از جنگ جهانی اول در ۱۶ نوامبر ۱۹۱۸ مجارستان به عنوان جمهوری خلق مجار اعلام موجودیت کرد. کشور، دستخوشِ آشوب با اقتصادی نابودشده بود و همسایه‌های پیروز در جنگ نیز علاقه‌مند به گرفتن هرچه بیشتر از خاک تاریخی پادشاهی مجارستان بودند، در این شرایط از ۱۱ ژانویه ۱۹۱۹ میهای کارویی در مقام رئیس‌جمهور بر سر کار بود ولی نتوانست کشور را یکپارچه کند. او در ۲۰ مارس یادداشتی از ژنرال فِرناند ویکس دریافت کرد که ارتش مجارستان باید دشت بزرگ را ترک کند و کارویی دستور کابینهٔ جدید داد ولی خاطرنشان کرد که دولت جدید باید تنها از سوسیال دموکرات‌ها انتخاب شود، اما به دور از اطلاع کارویی سوسیال دموکرات‌ها با کمونیستها ائتلاف کرده‌بودند. بلا کون از زندان آزاد شد و مقام کمیسر امور خارجهٔ خلق را در دولت جدید ائتلافی کمونیست-سوسیال دمکرات به عهده گرفت. ژیگموند کونفی و ویلموش بوهم از جمله سوسیال دموکرات‌هایی بودند که اتحاد با کمونیست‌ها را پذیرفتند و در دولت جدید نیز در منصب کمیسر آموزش و کمیسر دفاع ظاهر شدند. با کودتای بلا کون کارویی استعفا داد و جمهوری شورایی در ۲۱ مارس ۱۹۱۹ تأسیس شد و تا اول اوت همان سال برای ۱۳۳ روز ادامه یافت.
بلا کون توانست با تشکیل ارتش سرخ مجارستان در برابر یادداشت ویکس مقاومت کند و نیروهای چکسلواک را تا شمال کاشّا (امروز کوشیتسه) و مرز لهستان بیرون براند. اما با تأسیس جمهوری شورایی اسلواکی در ۱۶ ژوئن ۱۹۱۹، برای ملی‌گرایان مسجل شد که دولت جدید بلا کون هیچ قصدی برای بازپس‌گیری سرزمین‌های از دست رفته ندارد، بلکه برای گسترش ایدئولوژی کمونیستی و تأسیس دیگر کشورهای کمونیستی در اروپا، منافع ملی مجارستان را قربانی می‌کند. به سوی غرب، نیز یک وکیل مجاری به نام اِرنو بِتِلهَیم مأمور شد که حزب کمونیست اتریش را با همراهی چهار هزار سرباز ارتش سرخ تشکیل دهد ولی سران حزب بازداشت شدند و ارتش سرخ هم توسط پلیس اتریش درهم شکسته شد. اما از سوی شرق رومانیایی‌ها چندین بار حتی تا بوداپست به مجارستان لشکر کشیدند و سرانجام نیز بلا کون وادار به استعفا شد و در اول اوت با هواپیما به وین گریخت؛ بوداپست در ۴ اوت توسط ارتش رومانی تسخیر شد.

## سیاست
در دورهٔ ۱۳۳ روزهٔ جمهوری شورایی اگرچه شاندور گاربائی، سوسیال دموکراتِ معتدل، به عنوان نخست‌وزیر رئیس شورا شد ولی قدرت دولتِ مبتنی بر ائتلاف سوسیال دموکرات‌ها و کمونیست‌ها بیشتر در دست بلا کون، کمیسر خارجی و همچنین کمونیست‌های تازه از شوروی برگشته، متمرکز بود.
تحت رهبری کون، دولت جدید برنامه‌های کمونیستی اتخاذ کرد؛ به عنوان مثال حکم لغو عنوان‌ها و امتیازات اشراف، جدایی کامل کلیسا از سیاست، آزادی بیان مدون، آموزش رایگان، احقاق حقوق زبانی و فرهنگی اقلیت‌ها و حق رأی مساوی برای طبقه کارگر (اعم از زن و مرد) به اجرا درآمد. دولت کمونیست همچنین شرکت‌های صنعتی، بازرگانی و کشاورزی، حمل و نقل، بانک مسکن و زمین‌های شخصی را ملی اعلام کرد.

## وحشت سرخ

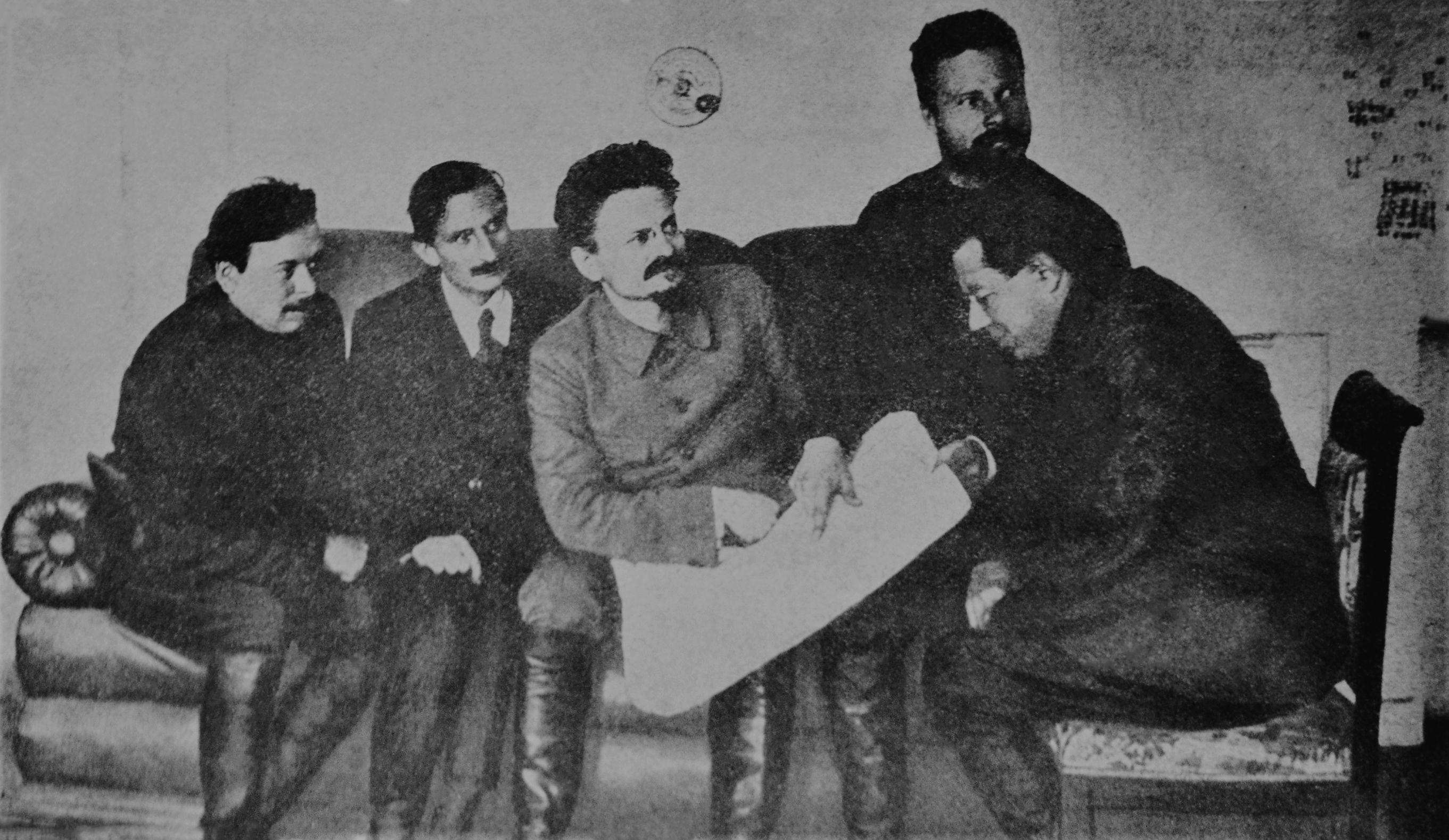
از سمت راست: سرگئی گوسِف، میخائیل فرونزه، لئون تروتسکی، ژاک سَدول و بلا کون - خارکیف، اوکراین در ۱۹۲۰ در جنگ داخلی روسیه.

برای مقابله با فعالیت‌های ضدانقلاب که در ژوئن صورت گرفت، بلا کون، گروه پسران لنین را تشکیل داد. تعداد قربانیان ترور پسران لنین ۵۹۰ نفر است که به ترور یا وحشت سرخ مجارستان معروف شد.

## اتریش و کریمه
بلا کون پس از فرار به وین که تحت تسلط حزب سوسیال‌دموکرات اتریش بود، زندانی و در ژوئیه ۱۹۲۰ با زندانیان اتریشی در شوروی معاوضه شد و در آنجا به حزب کمونیست اتحاد شوروی پیوست. او متصدی کمیته انقلابی منطقه‌ای در کریمه شد، که در طول جنگ داخلی روسیه بارها بین بلشویک‌ها و ارتش سفید دست به دست گشته‌بود. پس از شکست ارتش سفید در ۱۹۲۰ به فرماندهی ژنرال وْراندْیْل نزدیک به ۵۰٬۰۰۰ افسر، اسیر جنگی و ضد بلشویک به دستور رزالیا زِملیاچکا و بلا کون با تأیید لنین اعدام شدند.

## اقدام مارس[ح]در آلمان
او در مارس ۱۹۲۱ برای رهبری قیام کارگران به آلمان سفر کرد. پلیس در ۱۶ مارس به دستور، اتو هورزینگ فرماندار ایالت آزاد پروس و عضو حزب سوسیال دموکرات، معادن مس مانزفیلد و کارخانه‌های شیمیایی در اطراف هاله را، به دلیل غارت در این مکان‌ها و به منظور خلع سلاح کارگران اشغال کرد. با اشغال مخفی‌گاه کمونیست‌ها در منطقهٔ هاله-مرزِبورگ، حزب کمونیست خواستار شورش مسلحانه کارگران شد ولی نتوانست حمایتی از سایر احزاب سیاسی به دست آورد و به شکست نظامی انجامید.

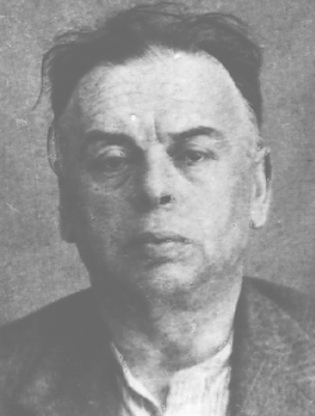
بلا کون در ۱۹۳۷ پس از دستگیری توسط کمیساریای خلق در امور داخلی

## فعالیت‌های نهایی و درگذشت
بین سالهای ‎۱۹۲۱–۱۹۳۶ بلا کون عضو کمیته اجرایی و عضو هیئت رئیسهٔ کمینترن که بالاترین مقام منتخب آن به حساب می‌آمد، بود. در ‎۱۹۳۲–۱۹۳۶ او به عنوان یکی از اعضای برجسته کمیته اجرایی کمینترن، ریاست کمیسیونی که به کمیسیون کون معروف شد را نیز بر عهده داشت. در این زمان او از برجسته‌ترین کمونیست‌های جهان بود. با این وجود کمیسیون تحقیقات کمینترن به نتیجه رسید که بلا کون خطاهایی جدی مرتکب شده و توصیه برای مجازات وی داد. کون متهم شده‌بود که برای چند سال در حزب کمونیست مجارستان، با سیاست‌هایی غیرقانونی و از روشهای غیرقابل قبول کارگران را با تهمت بی‌اعتبار می‌کرده‌است.
خبر دستگیری بلا کون در ۲۹ ژوئن ۱۹۳۷ در تمام رسانه‌های جهان انعکاس پیدا کرد و بر اساس پروندهٔ دادگاه نظامی در شوروی احتمالاً در ۳۰ نوامبر ۱۹۳۹ در زندان درگذشت. پس از دهه‌ها ابهام در مورد سرنوشت کون، سرانجام دولت شوروی در ۱۹۸۹ اعلام کرد، او یک سال پیشتر در ۱۹۳۸ مخفیانه در گولاگ تیرباران شده‌است.

## خانواده
میکلوش کون نوه پسری او مورخ شوروی، استاد دانشگاه و برندهٔ جایزه سچنیی است.

## یادداشت
1. ↑  Sibirskii Rabochii
2. ↑  Znamya revolyutsii
3. ↑  Vörös Ujság که بلا کون آن را تأسیس کرد.
4. ↑  Fernand Vix
5. ↑  Ernst Bettelheim (به مجاری: Bettelheim Ernő)
6. ↑  Pyotr Nikolayevich Vrangel
7. ↑  Rosalia Zemlyachka
8. ↑  یا آکسیون مارس
9. ↑  Otto Hörsing